# صوفيا (مغنية فلبينية)
صوفيا هي مغنية فلبينية، ولدت في عقد 1980.

## وصلات خارجية
- الموقع الرسمي